# ボボネ (小惑星)
ボボネ (2507 Bobone) は、小惑星帯の小惑星のひとつ。かつてはケレス族に含められていたが、現在はスペクトルが違うため無関係だと考えられている。
アルゼンチンのエル・レオンシット国立公園にあるフェリックス・アギラール天文台で発見された。アルゼンチンの天文学者、ホルヘ・ボボネ（Jorge Bobone、1901年 – 1958年）に因んで名付けられた。